# Helenus thành Troy
Trong thần thoại Hy Lạp, Helenus (/ˈhɛlənəs/; tiếng Hy Lạp cổ: Ἕλενος, Helenos, tiếng Latinh: Helenus) là một nhà tiên tri cao quý và thông minh. Anh cũng là một hoàng tử của thành Troy vì là con trai của vua Priam với hoàng hậu Hecuba thành Troy,, đồng thời anh còn là người anh em sinh đôi của nữ tiên tri Cassandra. Anh còn được gọi là Scamandrios và từng là tình nhân của Apollo.

## Thần thoại

### Trước chiến tranh thành Troy
Theo các nguồn cổ nhất, Apollo đã ban tặng cho Helenus và người em gái Cassandra khả năng có thể tiên tri sau khi họ bị rắn liếm tai. Theo các nguồn khác, Helenus được Cassandra dạy phép, nhưng phần đông khác tin vào khả năng tiên đoán của anh ta. Sau khi đạt đến được tầm nhìn xa trông rộng, từ cái tên Scamandrius, một nhà tiên tri đến từ thành Thrace đổi tên cho anh thành Helenus. Helenus đoán trước được nếu Alexander (Paris) mang theo một người vợ Hy Lạp trở về quê hương (tức Helen), những người Achaean sẽ đuổi theo, chiếm được thành Troy rồi giết chết cha mẹ và các anh em của anh ta.

### Trongchiến tranh thành Troy
Homer đã miêu tả Helenus là người tiên tri vĩ đại nhất. Helenus khuyên Hector thử thách những người Achaean với một cuộc đấu tay đôi, và điều này được Ajax Lớn chấp thuận. Helenus chỉ huy đạo quân thứ ba của thành Troy cùng với người anh trai Deiphobus. Anh cũng đứng trong một phần lực lượng quân thành Troy do người anh cả Hector chỉ huy. Lực lượng này đã đẩy lùi người Hy Lạp xuống đồng bằng phía tây thành Troy và tấn công doanh trại của họ theo như sử thi Iliad. Menelaus đã tấn công khiến Helenus bị thương và buộc anh phải rút lui.
Vào năm cuối cùng của chiến tranh thành Troy, Helenus tranh giành với Deiphobus để được lấy Helen sau cái chết của người anh Paris, nhưng cuối cùng Helen được trao thưởng cho Deiphobus. Vì bất mãn trước sự thất bại của mình, Helenus cho rút quân tới Núi Ida, nơi mà sau đó Odysseus đã bắt sống anh. Có lẽ vì bị tra tấn và ép buộc, anh nói cho Odysseus biết cách để chiếm được thành Troy: 
Họ sẽ giành chiến thắng nếu họ đánh cắp được Palladium của thành Troy, mang bộ xương của Pelops tới Troy, thuyết phục được Neoptolemus (con trai của Achilles với công chúa Deidamia của Scyrus) và  Philoctetes (người sở hữu cung tên của Heracles) để gia nhập đội quân người Hy Lạp trong cuộc chiến tranh. Neoptolemus trốn tránh việc tham chiến ở Scyrus, nhưng những người Hy Lạp đã tới thu phục anh ta.

### Kết cục
Neoptolemus đã bắt Andromache, vợ của Hector và cũng là người chị dâu của Helenus làm nô lệ, sau đó là làm vợ lẽ khi thành Troy sụp đổ. Neoptolemus có với cô ba người con: Molossus, Pielus và Pergamus. Theo bản tóm tắt số 6.13 của Apollodorus, sau khi thành Troy sụp đổ, Helenus đi theo Neoptolemus. Anh cùng Neoptolemus, Andromache và các con của họ tới Epirus, nơi mà Neoptolemus cho phép anh lập nên thành Buthrotum. Sau khi Neoptolemus rời khỏi Epirus, anh để lại Andromache và những người con trai của họ cho Helenus chăm sóc.
Neoptolemus bị Orestes, con trai của Agamemmon giết chết trong cuộc tranh giành công chúa Hermione, con gái của Menelaus với Helen. Orestes vốn được hứa sẽ gả cho Hermione, nhưng Neoptolemus đã lấy cô. Vương quốc của Neoptolemus được phân chia vùng, điều này khiến cho Helenus có quyền cai trị thành Buthrotum với tư cách là nhà vua. "Helenus, con trai của Priam, là vị vua cai trị những thành này của Epirus, anh thành công kế vị ngai vàng và lên giường của Neoptolemus."
Andromache có với Helenus duy nhất một con trai là Cestrinus, người được xác định là Genger hoặc Zenter, một vị vua huyền thoại của thành Troy và là cha của Francus. Một số nhà thần thoại học cho rằng Helenus đã kết hôn với cả Deidamia và Andromache, điều này giúp củng cố vị thế của ông trong vương quốc của Neoptolemus. Helenus đã tiên đoán được việc Aeneas lập nên thành Rome khi ông cùng những người đi theo mình dừng chân tại Buthrotum, điều này được Virgil đề cập trong Quyển III của Aeneid.

### Các thần thoại khác
Trong một dị bản, Helenus nhận được người mẹ của mình là Hecuba sau chiến tranh thành Troy. Họ đã băng qua Chersonese, nơi mà hoàng hậu biến thành một con chó cái. Helenus đã chôn cất bà tại nơi mà ngày nay gọi là Lăng mộ của chó cái.
Trong một dị bản khác của truyện thần thoại, Agamemnon đã triệu tập tất cả những kẻ phản bội đã giúp lật đổ thành Troy và thực hiện lời hứa với họ sau khi thành Troy bị cướp phá. Hai trong số họ là Helenus và Cassandra, những người đã cầu xin Priam để có được hòa bình, và Helenus đã thành công thuyết phục họ đưa thi thể của Achilles về chôn cất. Theo đó, Agamemnon làm theo lời khuyên của hội đồng, ông trả tự do cho Helenus và Cassandra. Rồi Helenus nhớ lại Hecuba và Andromache đã luôn yêu thương anh ra sao, anh thay mặt cầu may cho Agamemnon. Sau này, nhờ lời khuyên của hội đồng mà Hecuba và Andromache được trả tự do. Người ta cho rằng bốn người họ đã đến Chersonese ở thành Thrace, nơi họ đã định cư lại cùng một nghìn hai trăm người đi theo họ.
Trong tác phẩm Historia Regum Britanniae của Geoffrey xứ Monmouth (k. 1136) Helenus bị Neoptolemus bắt sống cùng nhiều người thành Troy khác. Họ bị xích về Hy Lạp nhằm trả thù cho cái chết của Achilles trong cuộc chiến tranh. Dưới quyền của Neoptolemus, họ và đến đời con cháu của họ vẫn còn là nô lệ cho đến thời trị vì của vua Pandrasus ở vài thế hệ sau, họ được Brutus thành Troy phóng thích.